# Muara Sibuntuon
Muara Sibuntuon is een bestuurslaag in het regentschap Tapanuli Tengah van de provincie Noord-Sumatra, Indonesië. Muara Sibuntuon telt 1875 inwoners (volkstelling 2010).